# Pigen som ville ned på jorden
|  | Denne artikel er oprettet af botten PalnaBot ud fra en ekstern database. Den kan derfor have sproglige fejl eller mangler. Denne skabelon kan fjernes efter kontrol af indholdet. |

Pigen som ville ned på jorden er en kortfilm instrueret af Nikolaj B. Feifer efter manuskript af Rasmus Fabricius.